# Gian Galeazzo Visconti

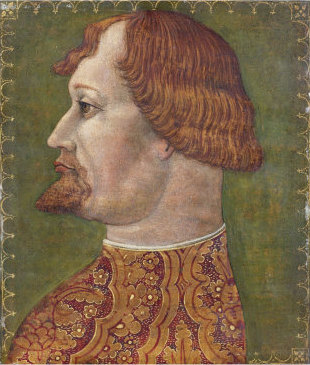
Gian Galeazzo Visconti, Giovanni Ambrogio de Predis zugeschrieben

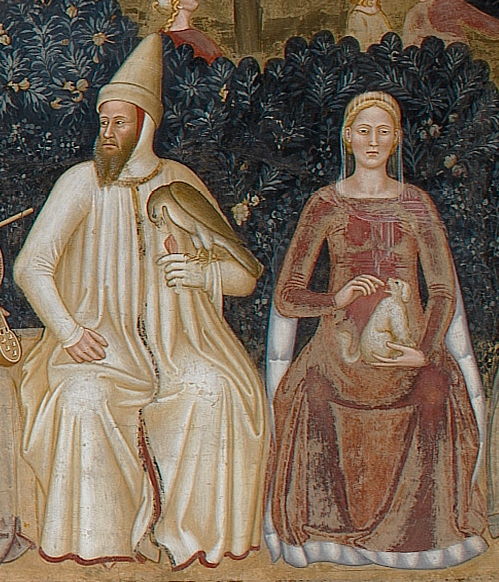
Bernabò Visconti mit seiner Ehefrau Beatrice Regina della Scala, Ausschnitt eines Freskos von Andrea di Bonaiuto aus der Cappella Spagnuolo, Santa Maria Novella, Florenz. Barnabò Visconti ist der Onkel von Gian Galeazzo Visconti. Er wurde das Opfer eines Meuchelmordes seines Neffen Gian Galeazzo.

Gian Galeazzo Visconti (auch Giangaleazzo Visconti oder veraltet Johann Galeaz(zo) Visconti; * 16. Oktober 1351 in Pavia; † 3. September 1402 in Melegnano) war der mächtigste Visconti. Er wurde 1378, nach dem Tod seines Vaters Galeazzo II. Visconti, Mitherrscher in Mailand neben seinem Onkel Bernabò Visconti. Im Mai 1385 brachte er in einem Handstreichverfahren die gesamte Macht an sich, wurde alleiniger Herrscher und ließ wenig später seinen Onkel Bernabò vergiften.

## Leben
Gian Galeazzo Visconti legte den Grundstein zur Kathedrale von Mailand, ließ in Pavia die Certosa und die Brücke über den Ticino bauen, förderte die Universität Pavia, gründete die Bibliothek dort und ließ die Universität Piacenza wiederherstellen. Auch vollendete er dort den prächtigen Palast (Castello Visconteo), den schon sein Vater Galeazzo begonnen hatte und verlegte dorthin seine Bibliothek und seine große Sammlung von Reliquien der Heiligen. Seine Verwaltung war ausgezeichnet, er war ein fähiger und wirtschaftlich denkender Herrscher und galt als einer der reichsten Fürsten seiner Zeit.
Mit dem Ziel, ganz Oberitalien in seine Hand zu bekommen, eroberte er 1387 Verona und Vicenza und 1388 Padua. Er bedrohte gegen den Zusammenhalt einer feindlichen Liga zeitweise durch Dammbauten am Mincio Mantua und im Süden die Toskana, als die mit Florenz verfeindeten Kommunen und die ghibellinischen Feudalherren sich in seine Klientel begaben. 1399/1400 erwarb er sogar die offizielle Signorie von Pisa, Siena und Perugia. Seine vorbereitende Kriegsführung um Padua, das 1390 von der Liga wieder befreit worden war und die Rückkehr der Carrara gesehen hatte, sah noch im Sommer 1402 Dammbauten zur Umleitung der Brenta in den Bacchiglione. Insbesondere den Italienzug der Deutschen bzw. von Ruprecht schlug er 1401/02 blutig ab, daneben – in den vorausgegangenen Jahren – einige Interventionen unter dem Grafen Jean d’Armagnac und unter Stephan III. von Bayern. Letztere waren dynastisch mit dem 1385 gestürzten Onkel Bernabò Visconti und dessen Kindern oder Kindeskindern in Beziehung zu setzen.
Gian Galeazzo war auf dem Höhepunkt seiner Macht, hatte Ende Juni 1402 Bologna an sich gerissen und drohte über die Apenninen auch gegen Pistoia und Florenz vorzustoßen, als er am 3. September 1402 im Alter von 50 Jahren an der Pest starb. Er wurde in der Certosa di Pavia begraben. Seine Söhne aus zweiter Ehe, Giovanni Maria Visconti und Filippo Maria Visconti, waren zu der Zeit noch Kinder und kamen unter den Schutz des Condottiere Facino Cane de Casale. Die meisten seiner Eroberungen gingen an seine selbstsüchtigen Generale verloren. Außerdem konnte Florenz in der unsicheren Periode Pisa unterwerfen, während Venedig gegen Padua freie Hand hatte.
In langfristiger Perspektive geht auf Gian Galeazzo Visconti die Verbindung seiner Tochter Valentina Visconti mit Louis de Valois, dem Herzog von Orléans, zurück mitsamt der Satzung im Ehevertrag, das Erlöschen der Visconti in seiner Linie berechtigte die Orléans zum Erbgang. Dies war spätestens nach dem Tod von Filippo Maria Visconti 1447 und der nur über die Bastardin Bianca Maria Visconti legitimierten Nachfolge von Francesco Sforza prekär und war bis zum Ende des 15. Jahrhunderts Mitgrund für Frankreichs Drohungen und schließlich für die Eroberung von Mailand 1499/1500. Aus dem Doppelspiel einer Versicherung gegenüber Frankreich oder der Reichsherrschaft ist weiterhin erwähnenswert die durch den römisch-deutschen König Wenzel 1395 gegen eine Zahlung von 100.000 Florin gewährte Erhöhung zum Herzog von Mailand. Anbei wurde die Grafschaft Pavia dem Herzogtum zugeteilt und 1397 durch eine Erhöhung zum Herzog der Lombardei komplettiert. Die Finanzkraft Gian Galeazzos betrug anhand von Steuereinnahmen mindestens 1,2 Millionen Gulden, teils sogar das Doppelte.

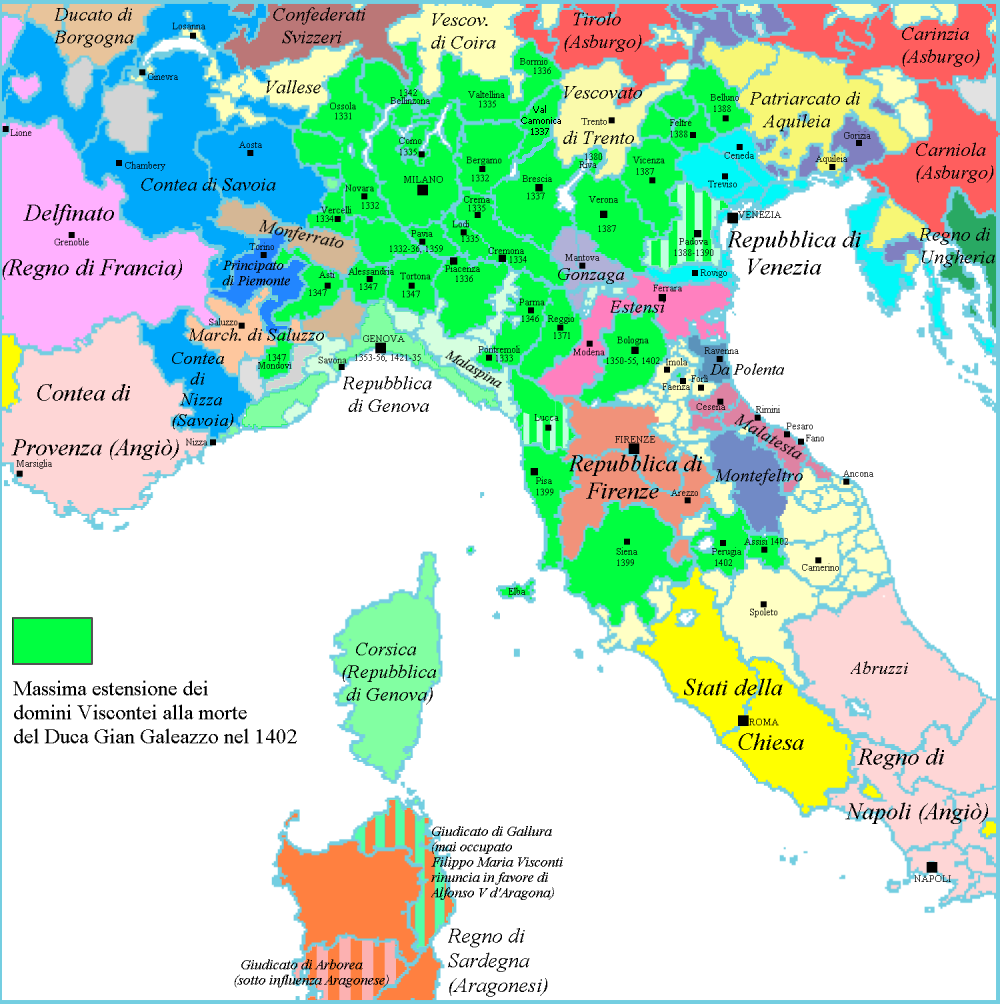
Herrschaften zum Zeitpunkt des Todes von Gian Galeazzo Visconti (hellgrün)

## Ehen und Nachkommen
Gian Galeazzo Visconti heiratete in erster Ehe im Juni 1360 Isabelle de Valois, Prinzessin von Frankreich (* 1. Oktober 1348 im Schloss Vincennes; † 11. September 1372 in Pavia bei der Geburt ihres vierten Kindes), Tochter von Johann II.  „le Bon“ (der Gute), König von Frankreich (1350–1364) und dessen Gemahlin, Jutta von Luxemburg, Prinzessin von Böhmen (* 1315; † 1349). In zweiter Ehe heiratete er am 2. Oktober 1380 seine Cousine, Caterina Visconti (* 1360; † 17. Oktober 1404), eine Tochter seines Onkels Bernabò Visconti (* 1323; † 1385), Herr von Mailand usw. und der Beatrice Regina della Scala († 18. Juni 1384), Tochter von Mastino II. della Scala, dem Herren von Verona.
Nachkommen aus 1. Ehe:
- Gian Galeazzo II. Visconti (* 4. März 1366; † vor 1376)
- Azzone Visconti (* 1366 in Pavia; † 4. Oktober 1381 in Pavia)
- Valentina Visconti (* 1371 in Pavia; † 14. Dezember 1408 im Schloss Blois), sie heiratete am 17. August 1389 in Melun den jüngeren Bruder des französischen Königs Karl VI.: Louis de Valois, Herzog von Touraine, Graf von Valois und seit 1392 Herzog von Orléans (* 13. März 1372; † 23. November 1407). Bedeutend waren ihre Söhne:
  - Karl von Valois, Herzog von Orléans (* 24. November 1394 in Paris; † 5. Januar 1465 in Amboise), « der Dichter ». Er heiratete in 3. Ehe 1440 Maria von Kleve (* 1426; † 1486), eine Tochter des Herzogs Adolf  I.  von Kleve (1417–1448). Ihr gemeinsamer Sohn Ludwig von Valois (* 1462; † 1515) herrschte unter dem Namen Ludwig XII. als König von Frankreich (1498–1515)
  - Johann von Orléans, Graf von Angoulême (* 1399; † 30. April 1467), heiratete Marguerite de Rohan (* um 1412; † 1497), Tochter des Alain IX. de Rohan. Dessen Enkel François d’Angoulême regierte mit dem Namen Franz I. von 1515 bis 1547 als König von Frankreich.
- Carlo Visconti (* 11. September 1372; † 1373 in Pavia)

Nachkommen aus 2. Ehe:
- Eine Tochter (* Juni 1385; † 9. Juli 1385 in Pavia)
- Giovanni Maria Visconti (* 7. September 1388; † 16. Mai 1412 ermordet in San Gottardo), 2. Herzog von Mailand (1402–1412), vermählte sich 1408 mit Antonia Malatesta, Tochter von Andrea Malatesta, des Herren von Cesena usw. und der Rengarda Alidosi († September 1401), einer Tochter des Bertrando Alidosi († vor 1391), des vierten Herren von Imola aus dem Haus Alidosi und der Elisa Tarlati. Die Ehe blieb kinderlos.
- Filippo Maria Visconti (* 23. September 1392; † 13. August 1447), 3. Herzog von Mailand (1412–1447), war zweimal verheiratet. Am 24. Juli 1412 ehelichte er die Witwe des Condottiere Facino Cane de Casale Beatrice di Ventimiglia-Lascaris (* 1372; † enthauptet 13. September 1418) und am 24. September 1428 vermählte er sich mit Maria von Savoyen (* Januar 1411; † 22. Februar 1469), einer Tochter des Amadeus VIII., 1. Herzog von Savoyen (1416–1440) (später Gegenpapst Felix V. (1439–1449)). Nachkommen hatte Filippo Maria Visconti jedoch nur aus seiner Beziehung zu Agnese del Maino († nach 13. August 1447), einer Tochter des Ambrosio del Maino.
  - Bianca Maria Visconti (* 31. März 1425; † 23. Oktober 1468 in Cremona) war das einzige überlebende Kind ihres Vaters, wurde legitimiert, galt daher quasi als „Erbin“ des Herzogtums Mailand. Sie heiratete am 25. Oktober 1441 in Cremona Francesco Sforza der von 1450 bis 1466 Herzog von Mailand war und zum Stammvater der Herzöge von Mailand aus dem Haus Sforza wurde.

Nachkommen aus der Beziehung mit Agnese Mantegazza:
- Gabriele Maria I. Visconti (* 1385; † enthauptet am 15. Dezember 1407 in Genua), 1402 Herr von Pisa, Sarzana u. Cremona, abgesetzt 1405.
  - Giacopo Visconti (* 1405 außerehelich; † nach 1446), Herr von Tortona und Valenza, heiratete Caterina Rossi dei Conti di San Secondo (2 Söhne)

Nachkomme aus einer unbekannten Beziehung:
- Antonio Visconti († nach 1414), 1414 Herr von Melegnano, Bescapè e Belgiojoso